# アルカサル (セビリア)
アルカサル（Real Alcázar de Sevilla）は、スペインのセビリアにあるスペイン王室の宮殿である。14世紀、カスティーリャ王ペドロ1世の命により、イスラム時代の宮殿の跡地にムデハル様式で建設が始められた。グラナダのアルハンブラ宮殿を意識した構造になっている。15世紀から16世紀にも増築されたため、ゴシックやルネサンスなどの様式も混じっている。

## 世界遺産
1987年、アルカサルは「セビリアの大聖堂、アルカサル、インディアス古文書館」の一部としてユネスコの世界遺産に登録された。

### 登録基準
この世界遺産は世界遺産登録基準のうち、以下の条件を満たし、登録された（以下の基準は世界遺産センター公表の登録基準からの翻訳、引用である）。
- (1) 人類の創造的才能を表現する傑作。
- (2) ある期間を通じてまたはある文化圏において、建築、技術、記念碑的芸術、都市計画、景観デザインの発展に関し、人類の価値の重要な交流を示すもの。
- (3) 現存するまたは消滅した文化的伝統または文明の、唯一のまたは少なくとも稀な証拠。
- (6) 顕著で普遍的な意義を有する出来事、現存する伝統、思想、信仰または芸術的、文学的作品と直接にまたは明白に関連するもの（この基準は他の基準と組み合わせて用いるのが望ましいと世界遺産委員会は考えている）。

## ギャラリー

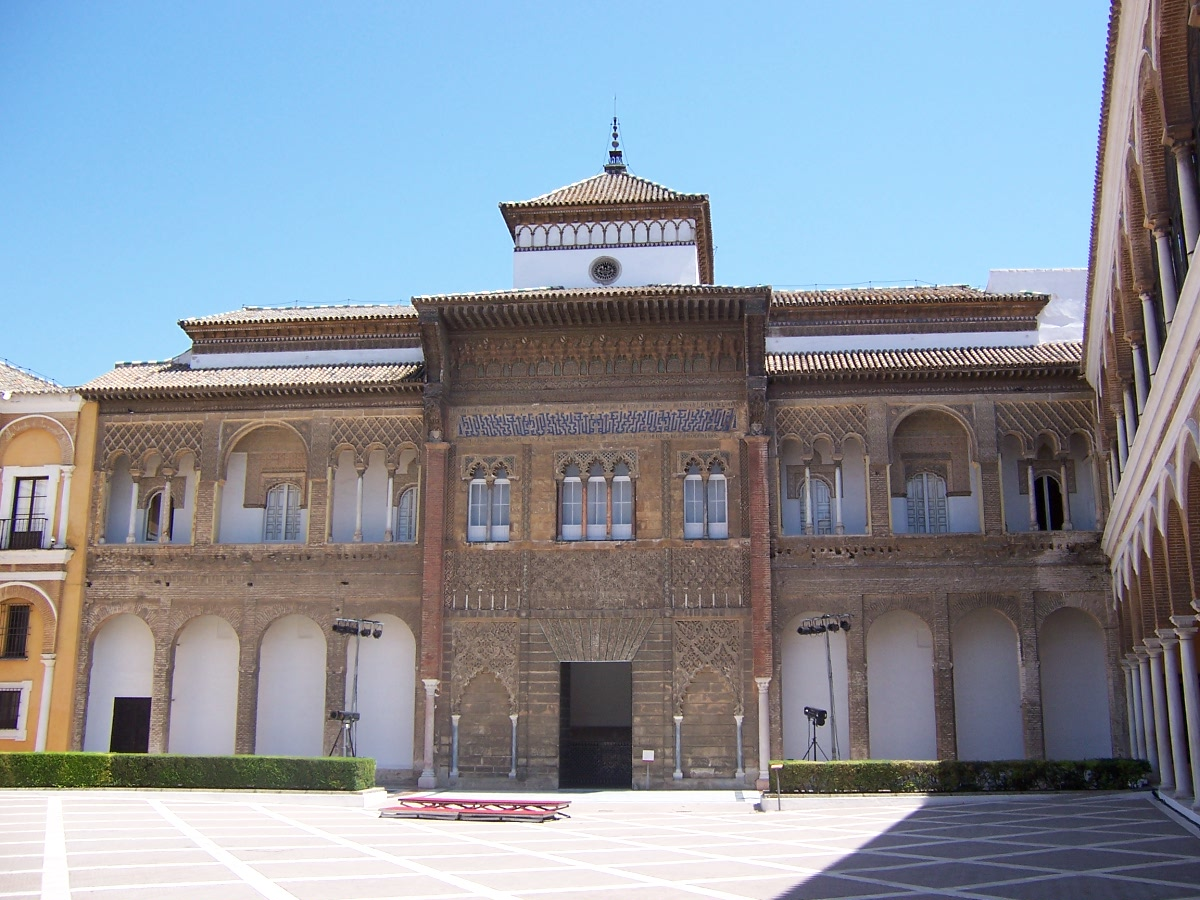
アルカサル
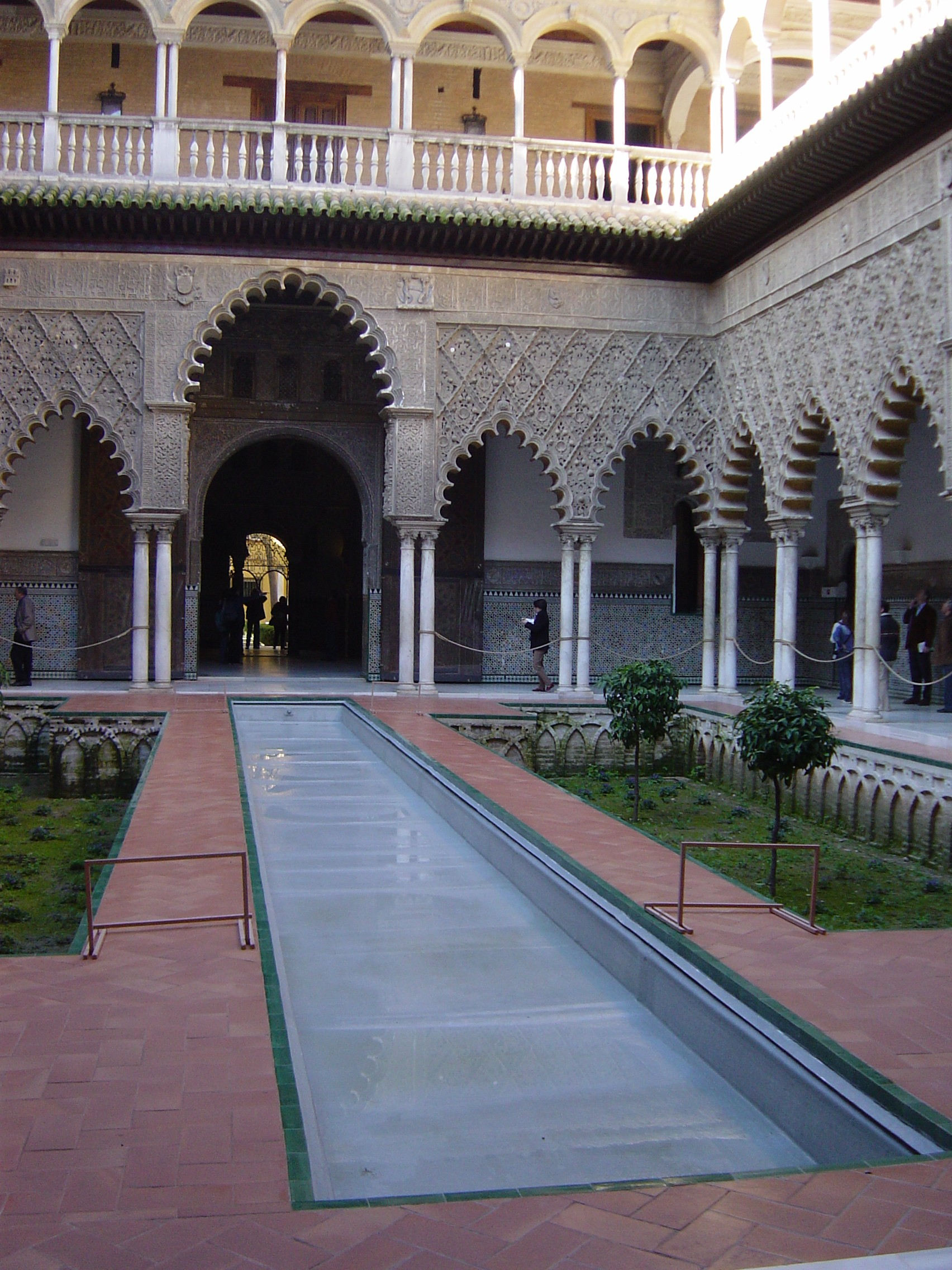
アルカサル
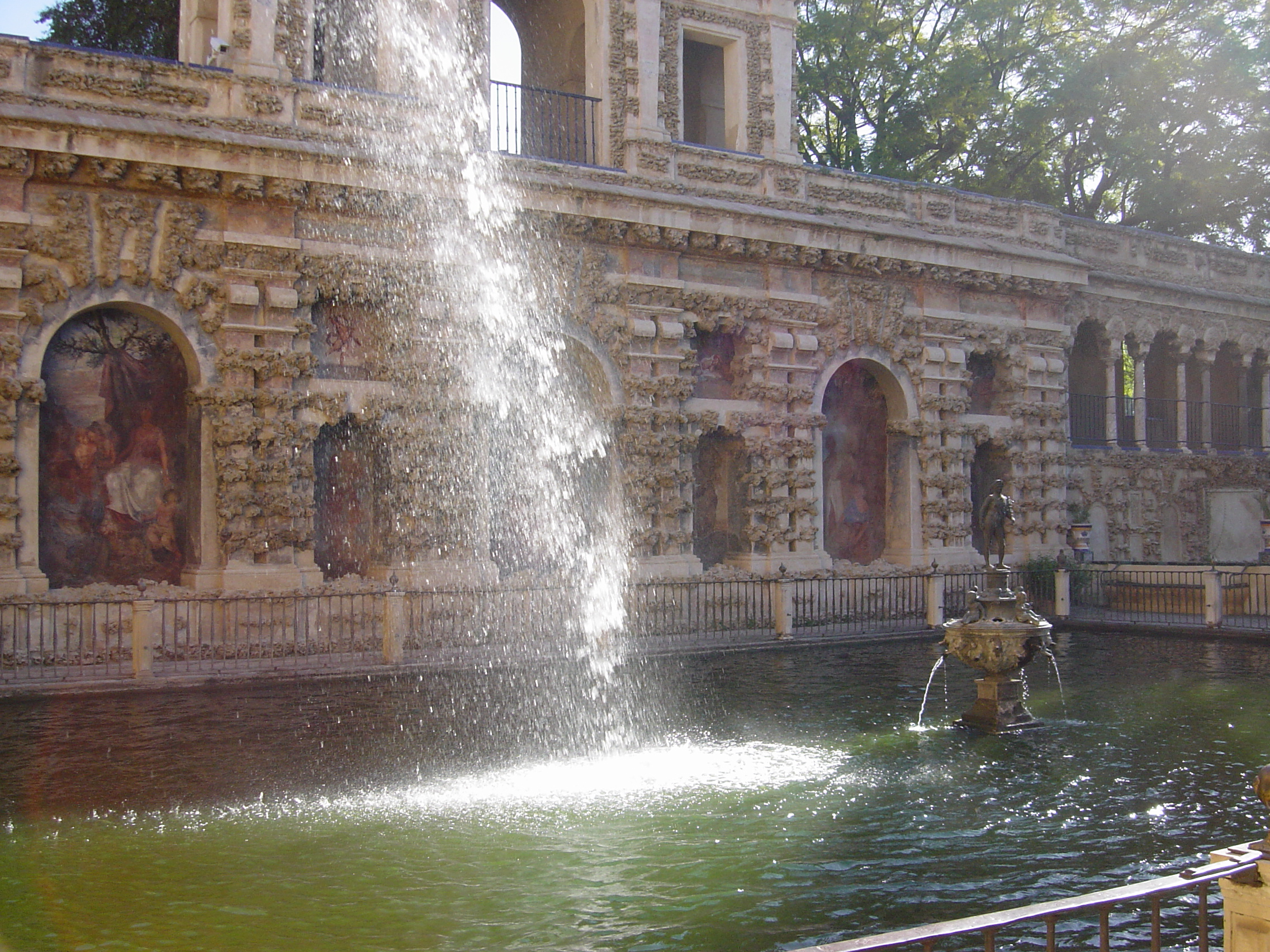
アルカサル
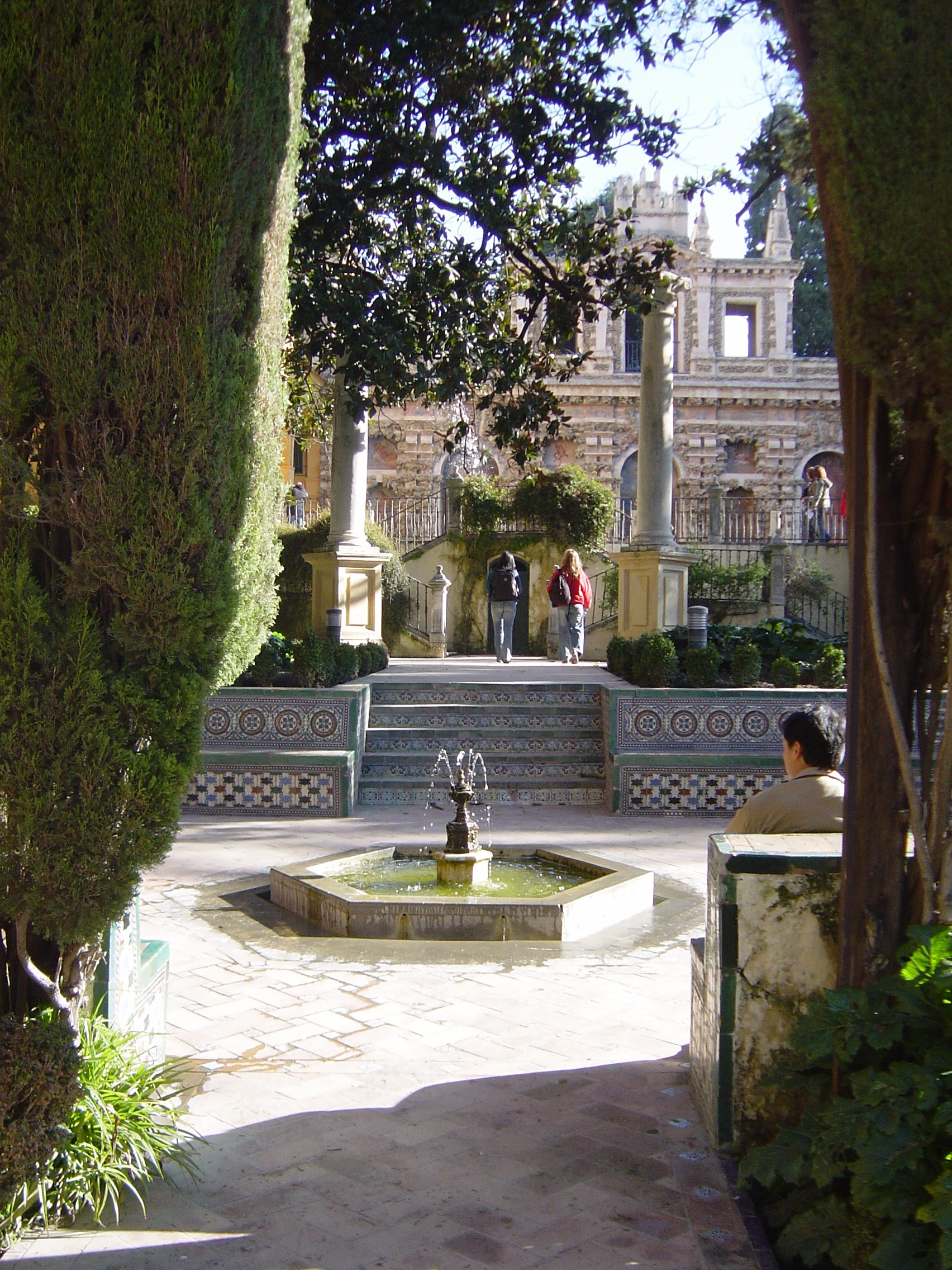
アルカサル
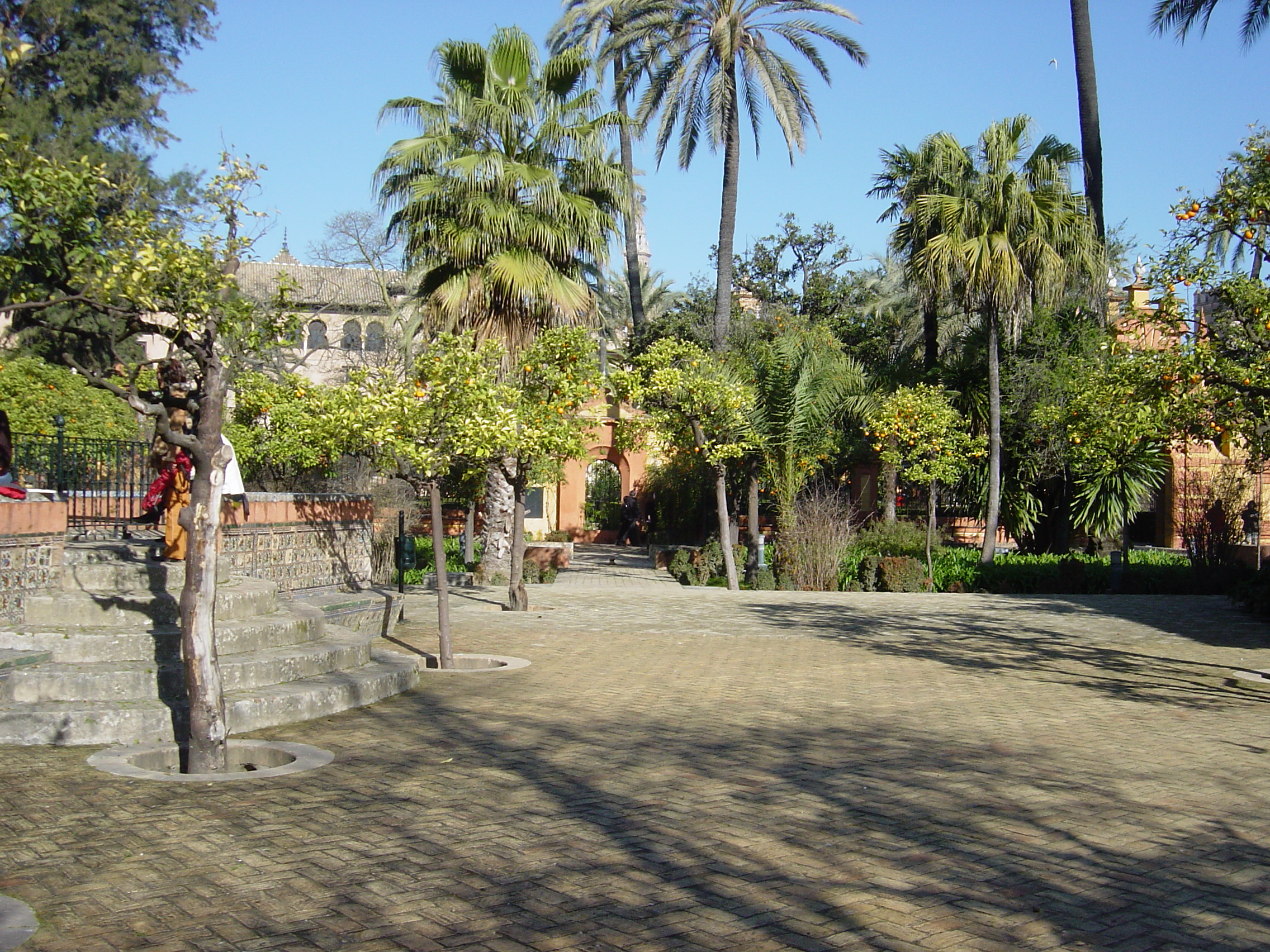
アルカサル
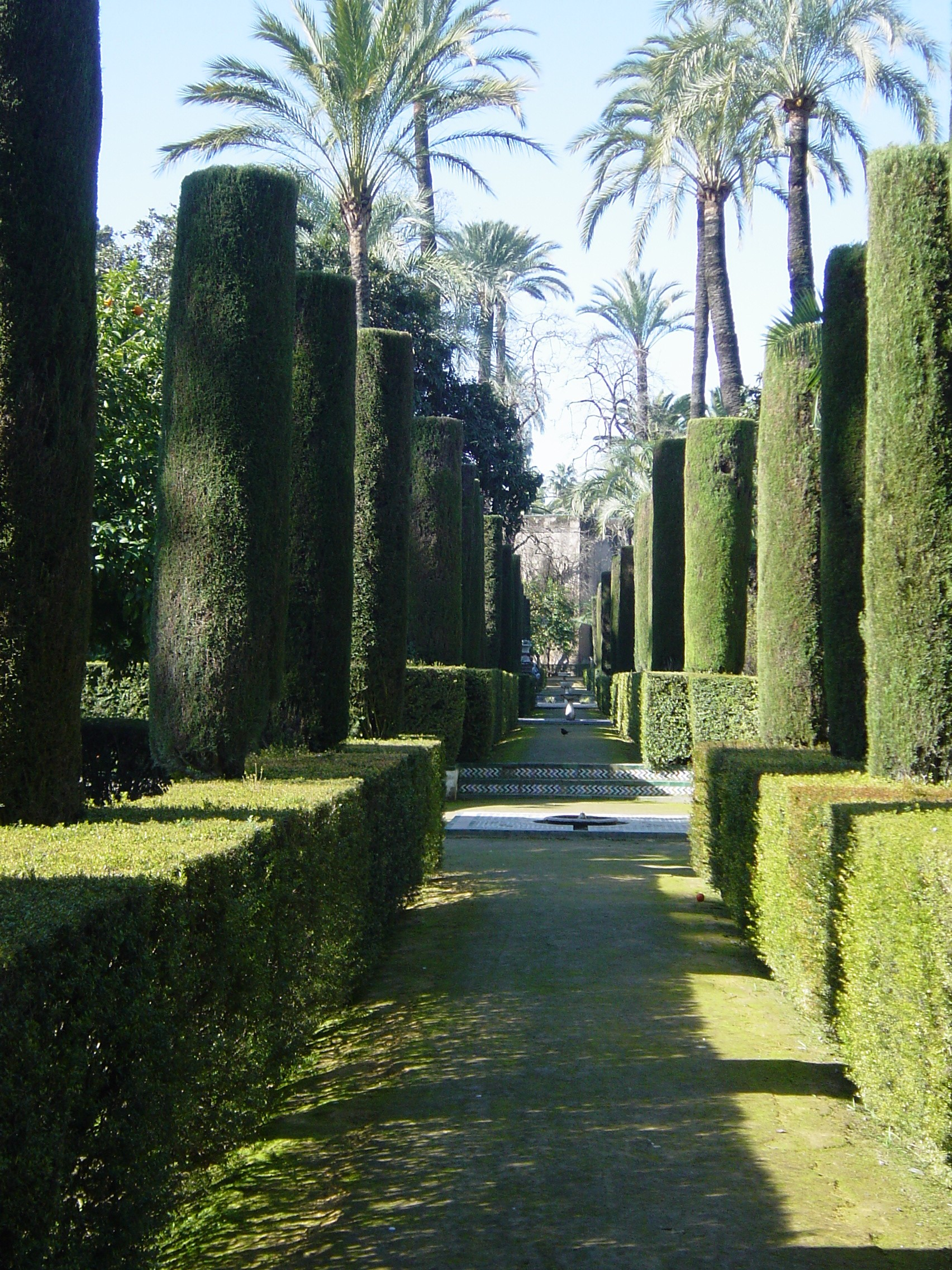
アルカサル
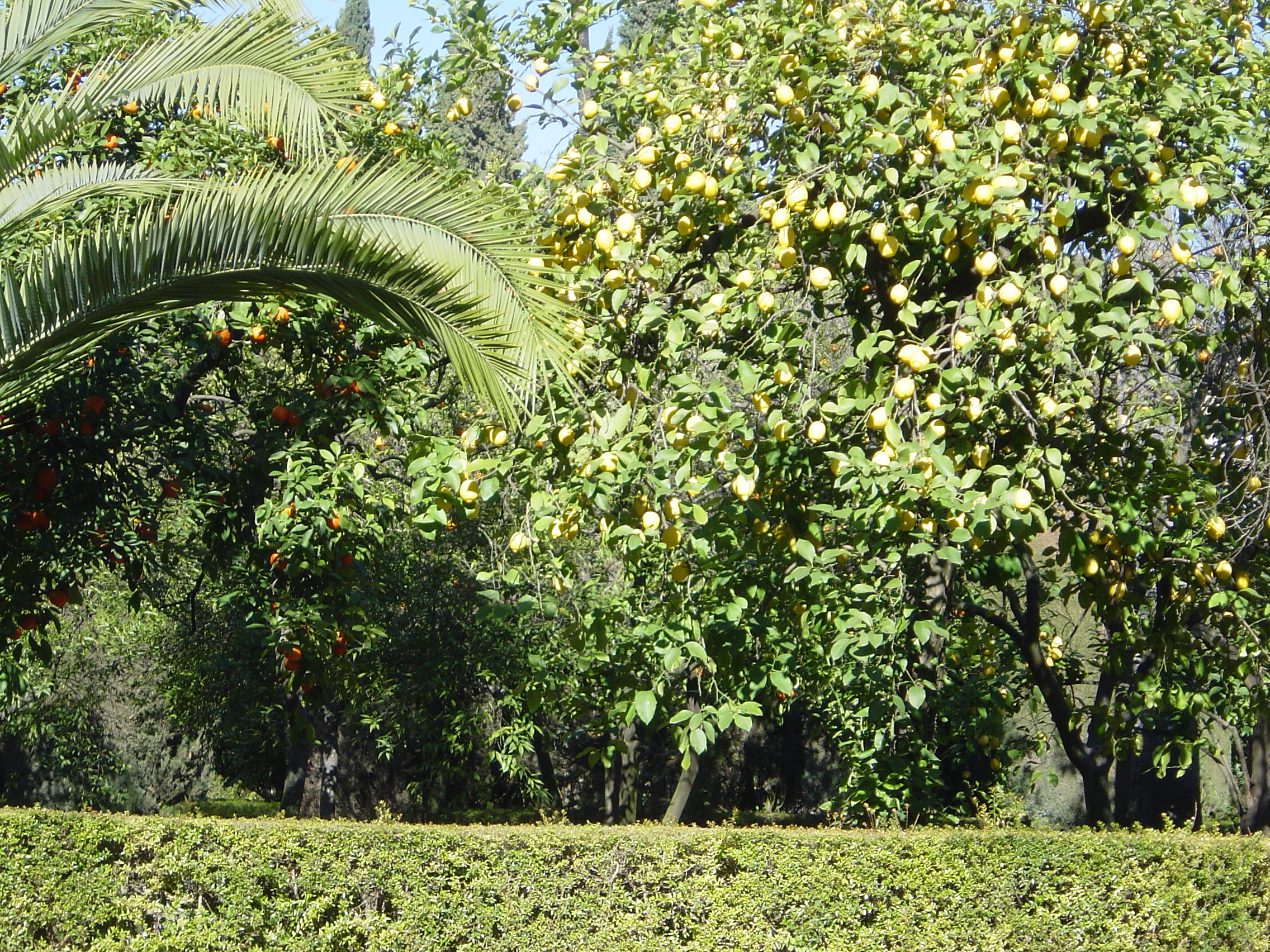
アルカサル
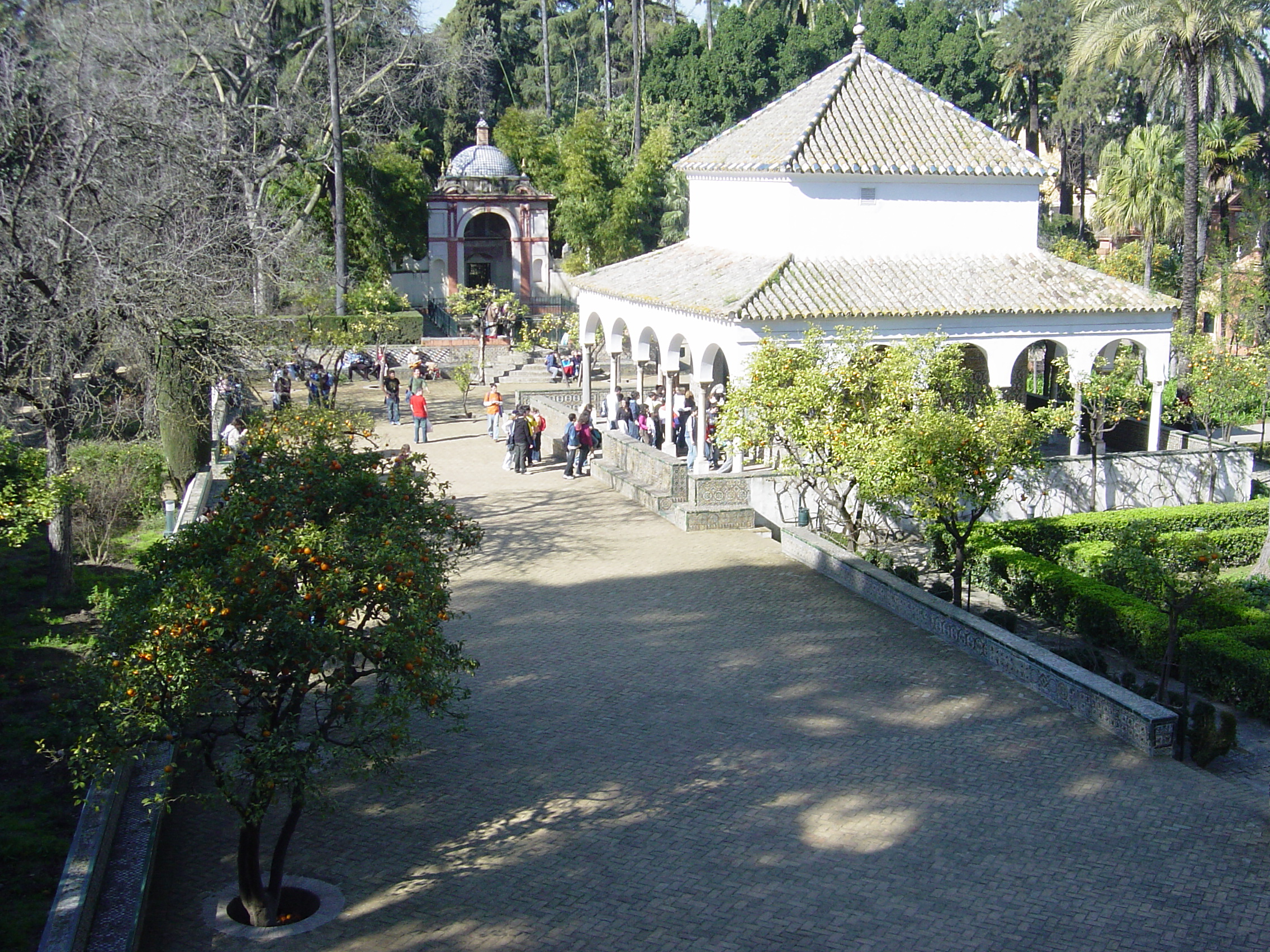
アルカサル
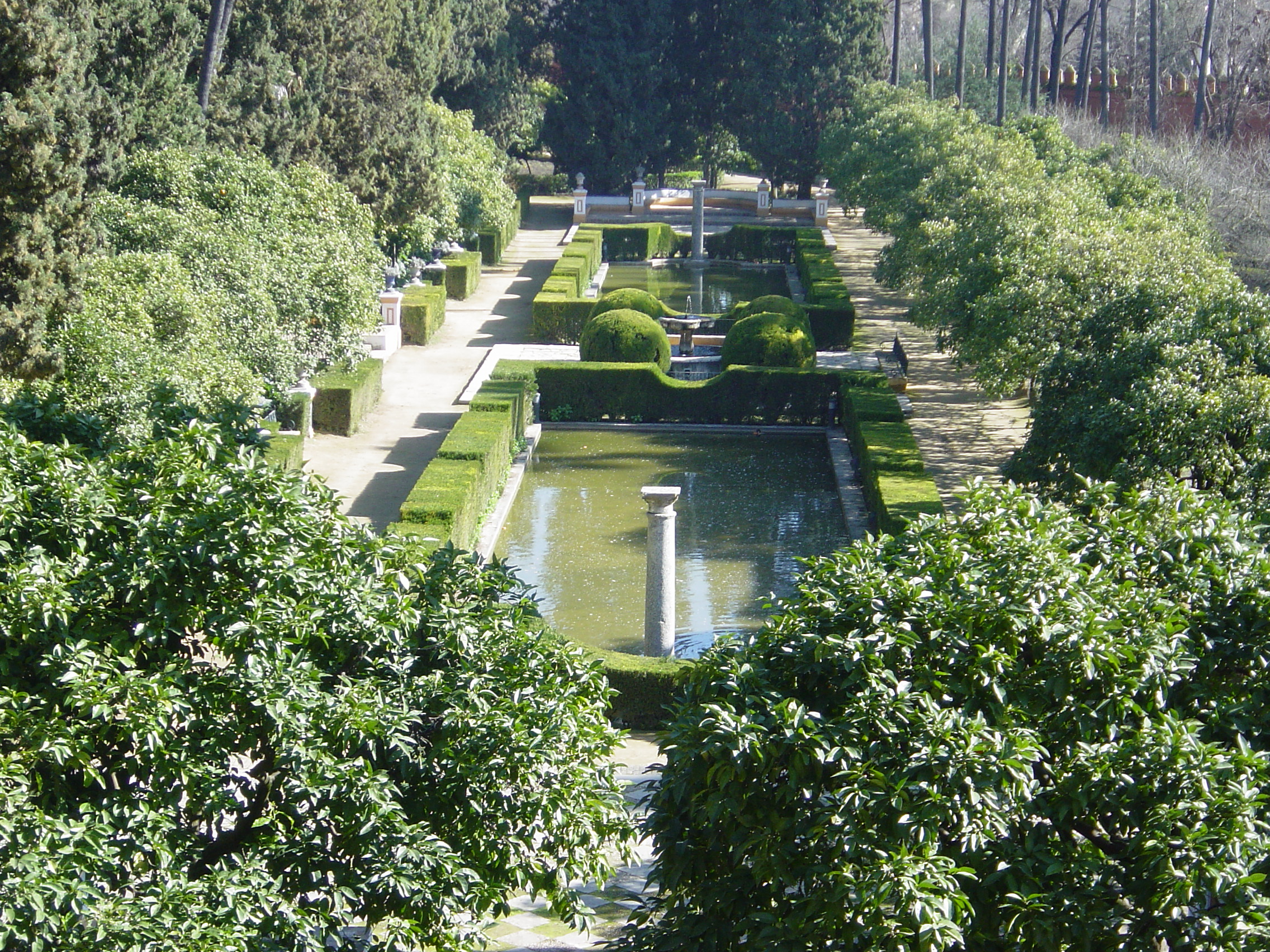
アルカサル